# 笛亞號綜合補給艦
笛亞號綜合補給艦（土耳其語:TCG Derya A-1590）是土耳其海軍的第三艘綜合補給艦，是黑海上僅次於阿納多盧號兩棲攻擊艦的第二大艦艇。由位於亞洛瓦省的民間造船廠建造，2022年7月下水。預計將于2024年中交付服役。